# Syzeuctus gaullei
Syzeuctus gaullei là một loài tò vò trong họ Ichneumonidae.